# 东北角站
东北角站是一个位于天津市南开区鼓楼街道与红桥区三条石街道交界处大胡同、通北路、北马路与东马路交叉口，属于天津地铁在建4号线与7号线的地铁换乘站。